# 立花鑑任
立花 鑑任（たちばな あきたか）は、筑後国柳河藩の第4代藩主。
第3代藩主・立花鑑虎の次男。母は膳所藩主家一族本多康長の娘・真光院。正室は池田綱政の娘。諱（実名）は鑑任のほか、宗政（むねまさ、宗昌とも）、鑑春（あきはる）、鑑常（あきつね）を一時期名乗っていた。幼名は大助、勝千代。

## 生涯
天和3年1月7日（1683年2月3日）、江戸にて生まれる。長兄が早世していたため、元禄9年（1696年）7月に父が隠居する家督を継いだ。翌元禄10年（1697年）、叔父の立花貞晟に5,000石を分与している。貞晟を信頼しており、江戸留守居役に貞晟の意見を仰ぐように指示を出している。また同年、別業御茶屋集景亭が完成する。これは現在の立花邸御花の前身である。
元禄16年（1703年）、江戸大地震による普請手伝いを命じられた。その後も朝鮮通信使の警護役を勤めたほか、田尻惣馬を登用して柳河城の修築、石垣普請などで手腕を見せた。
享保6年5月13日（1721年6月7日）、柳河にて39歳で死去。葬地は霊明寺。実子の勝千代が早死して嗣子なく末期養子の清直（後の貞俶）が跡を継いだ。

## 官位履歴
- 元禄9年12月22日（1696年） - 従五位下飛騨守に叙任。
- 元禄12年12月18日（1699年） - 従四位下に昇任。

## 系譜
- 父：立花鑑虎（1646-1702）
- 母：真光院 - 本多康長の娘
- 正室：春子 - 池田綱政の娘
- 側室：濱田氏
  - 男子：立花勝千代
- 養子
  - 男子：立花貞俶（1698-1744） - 立花茂高（第2代藩主・立花忠茂の三男・立花茂虎の長男）の子

## 偏諱を賜った家臣
以下は鑑任より一字拝領をうけた家臣。鑑任は先述のとおり諱を宗政、鑑春、鑑常、宗昌と名乗った時期がある。
鑑春時代
- 小野春信（おの はるのぶ、1683-1754）